# Дијадох Фотијски
Преподобни Дијадох Фотијски (око 400 — 474) био је хришћански светитељ и богослов и епископ. Био је епископ града Фотика у Епиру из V века. Аутор је бројних теолошких и испосничких радова.

## Биографија
Као епископ фотијски и епирски, један је од потписника писма цару Лаву I (457—474) поводом смрти патријарха Александријског Протерија кога су убили монофизити 458. године. Помиње га, у својим списима, и патријарх царигардски Фотије у својој „Библиотеци“ (гл. 231), када говори о Саборној Посланици Светог Софронија Јерусалимског, у којој се и Дијадох наводи као велики противник монофизитске јереси и бранитељ Халкидонског сабора. Као епископ радио је на организовању монашког живота, а као подвижник написао бројне поучне списе у 100 глава. Посебно се истакао у борби против монофизитске и месалијанске јереси.
Умро је око 468. године.
Православна црква прославља преподобног Дијадоха Фотијског 29. марта по јулијанском календару.

## Одабрана дела
- Слово подвижника
- Слово о Вазнесењу Господа нашега Исуса Христа
- Слово против аријанаца
- Визија Св. Дијадоха
- Катихизис